# Gerard Gohou
Gerard Bi Goua Gohou (ur. 29 grudnia 1988) – iworyjski piłkarz grający na pozycji napastnika w chińskim klubie Beijing Enterprises Group.

## Kariera piłkarska

### Kariera klubowa
Gohou rozpoczął karierę w iworyjskim klubie Jeunesse Club d’Abidjan. Następnie występował w klubach takich jak Hassania Agadir, Neuchâtel Xamax, Denizlispor, Kayseri Erciyesspor i FK Krasnodar. W każdym z tych klubów spędził jeden sezon. 
W 2014 rozpoczął grę w kazachskim Kajracie Ałmaty w którym występował do 31 grudnia 2017. W drugim meczu pierwszej fazy kwalifikacji do Ligi Europy UEFA zdobył dwie bramki przeciwko albańskiej Teucie Durrës. Spotkanie zakończyło się wynikiem 5:0, co jest najlepszym rezultatem w historii występów kazachskich klubów w europejskich rozgrywkach.
Od 4 lutego 2018 występuje w chińskim zespole Beijing Enterprises Group.

### Kariera reprezentacyjna
W reprezentacji Wybrzeża Kości Słoniowej U-23 zadebiutował w meczu przeciwko reprezentacji Kolumbii rozgrywanym w ramach turnieju w Tulonie. Rozegrał 5 meczów, w których zdobył 3 bramki.

## Sukcesy i odznaczenia

### Sukcesy piłkarskie
Kajrat Ałmaty
- zdobywca Pucharu Kazachstanu: 2014, 2015
- wicemistrz Kazachstanu: 2015
- brązowy medalista Mistrzostw Kazachstanu: 2014

### Sukcesy indywidualne
- Piłkarz roku w Kazachstanie: 2015